# Fanzara
Fanzara ist eine Gemeinde (Municipio) mit 297 Einwohnern (Stand: 2024) in der Provinz Castellón in der spanischen autonomomen Region Valencia. 

## Geographie
Fanzara liegt etwa 23 Kilometer westnordwestlich der Provinzhauptstadt Castellón de la Plana und etwa 50 Kilometer nördlich von Valencia im Bezirk Alto Mijares in einer Höhe von ca. 230 m.

## Sehenswürdigkeiten
- Burgruine von Fanzara

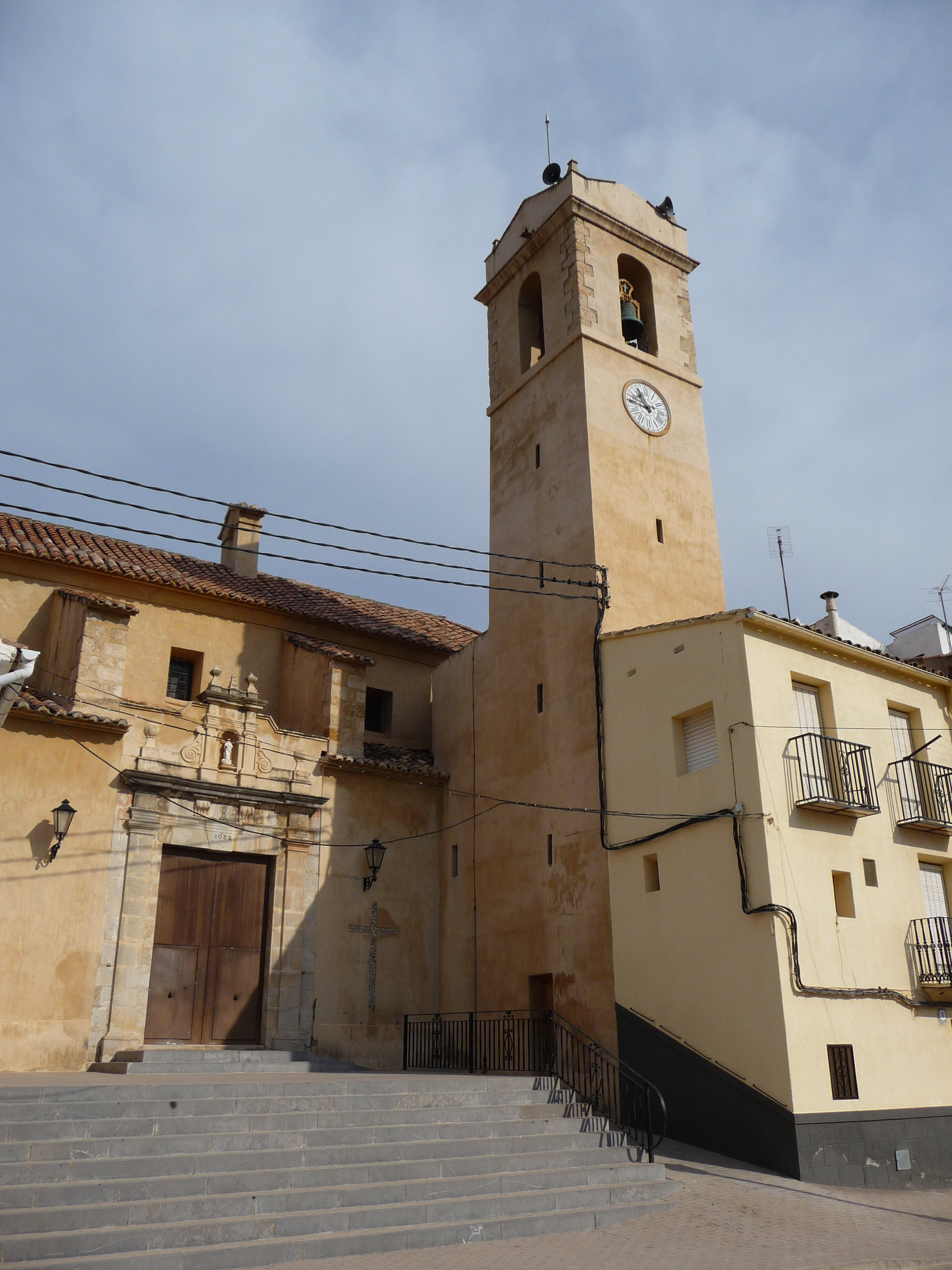
Kirche Mariä Himmelfahrt
- Sepulkruskapelle
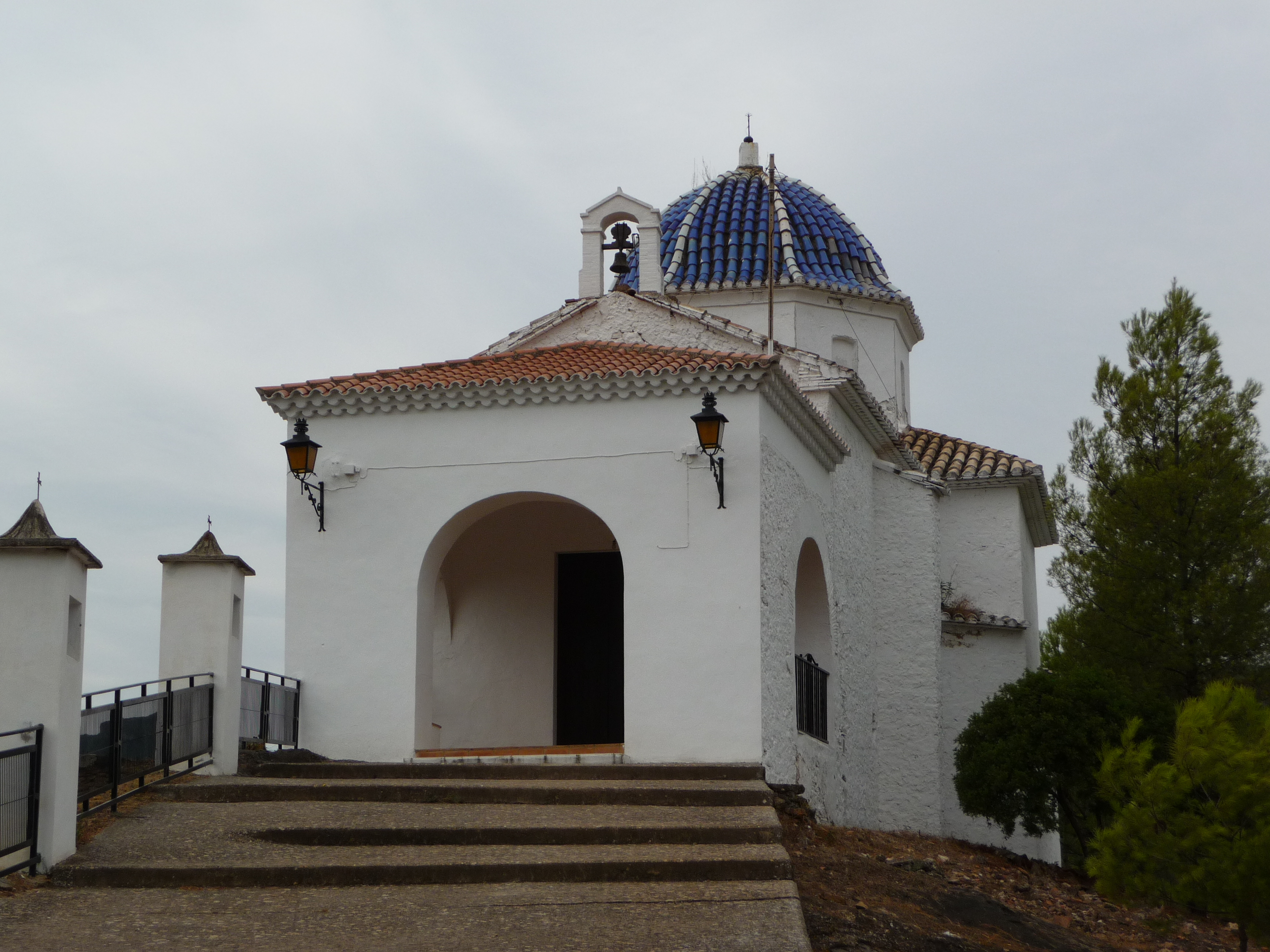
Kalvarienkapelle
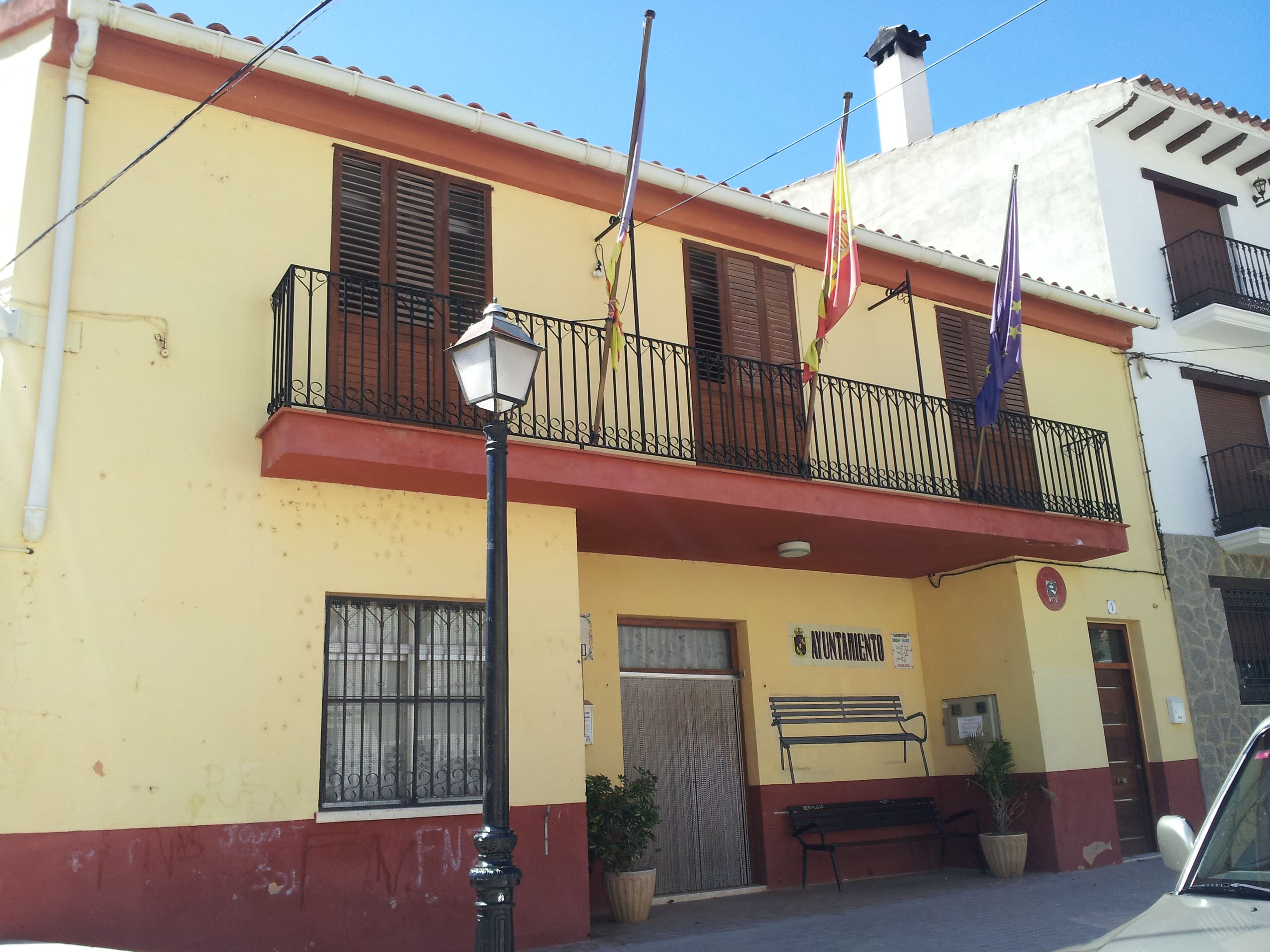
Rathaus

- Kirche Mariä Himmelfahrt
- Kalvarienkapelle
- Rathaus